# Jezero Jasna
Jezero Jasna je ime dveh med seboj povezanih umetnih jezer, ki se nahajata v bližini Kranjske Gore ob cesti na prelaz Vršič. 
Jezeri sta za potrebe turizma urejeni ob sotočju Male in Velike Pišnice. Ob sotočju je še manjši naravni kanjon in nekoliko skrita Hidroelektrarna Kranjska Gora.
Okoli Jasne so speljane sprehajalne poti, svoj začetek pa ima tu tudi po potresu leta 1980 zapuščena gozdna pot po dolini Male Pišnice. Zraven jezera so poleg apartmajev, tudi igrala in bronasti kip Kozorog na naravni skali, ki ga je med letoma 1986 in 1988 ustvaril kipar Stojan Batič. 